# Gruppo della taaffeite
Il gruppo della taaffeite è un sottogruppo del supergruppo dell'högbomite ed è il nome dato a un gruppo di minerali chimicamente simili nella classe minerale degli ossidi e idrossidi. Tale gruppo è suddiviso in due sottogruppi secondo il seguente schema:
- Sottogruppo della ferrotaaffeite:
  - Ferrotaaffeite-2N'2S – (Fe2+,Mg,Zn)3Al8BeO16[1]
  - Ferrotaaffeite-6N'3S (precedentemente ferrotaffeite e perhrmanite)[2] – Fe2+Be2Al6O12[1]

- Sottogruppo della magnesiotaaffeite
  - Magnesiotaaffeite-2N'2S (precedentemente taaffeite[3] o magnesiotaaffeite[4]) – Mg3BeAl8O16[1]
  - Magnesiotaaffeite-2N'2S2 – non approvato dall'Associazione Mineralogica Internazionale (IMA) – Mg3BeAl8O16[5]
  - Magnesiotaaffeite-6N'3S (anche musgravite)[4] – Mg2BeAl6O12[1]

Le taaffeiti cristallizzano sia nel sistema cristallino esagonale (suffisso 2N'2S) che in quello trigonale (suffisso 6N'3S) e tipicamente sviluppano cristalli tabulari di solito di pochi centesimi di millimetro. Solo raramente i cristalli di taaffeite raggiungono dimensioni nell'ordine dei millimetri e dei centimetri.

## Etimologia e storia
Nell'ottobre del 1945, il conte Edward Charles Richard Taaffe (1898-1967) acquistò un gran numero di pietre da Robert Dobbie, un orologiaio e gioielliere di Dublino, in Irlanda, dopo aver selezionato molte pietre di vetro senza valore. Una gemma malva tagliata e lucidata assomigliava a uno spinello, ma mostrava birifrangenza e un peso specifico diverso da quello di uno spinello. Taaffe inviò questa pietra a B.W. Anderson della Federazione delle Camere di Commercio dell'Impero Britannico il 1º novembre 1945 per l'identificazione. Inizialmente classificò la pietra come uno spinello insolito, ma disse che alcuni colleghi non erano d'accordo. Pertanto, la taaffeite è la prima pietra preziosa a essere scoperta su un esemplare tagliato. Prima di Taaffe, molti pezzi erano stati classificati come spinelli. Fu solo nel 1949 che un secondo tipo di taaffeite fu trovato ed esaminato da Anderson. È stato scoperto che la pietra fluorescente diventa verdastra quando esposta ai raggi X. Anche molti anni dopo la scoperta, c'erano solo pochi pezzi classificati come taaffeiti. È ancora una delle pietre preziose più rare al mondo.

## Classificazione
Nella nona edizione della sistematica dei minerali di Strunz, aggiornata dall'Associazione Mineralogica Internazionale (IMA) fino al 2009 elenca il "gruppo della taaffeite" con il sistema nº 4.FC.25 nella sottoclasse "4.F Idrossidi (senza V od U)", a sua volta ulteriormente suddivisa in base all'eventuale presenza di ioni idrossido e/o acqua cristallina nonché alla struttura cristallina, in modo che il gruppo costituito dai minerali di questo gruppo siano elencati nella sezione "4.FC Idrossidi con OH, senza H2O; ottaedri che condividono un vertice". Il minerale ferrotaaffeite-2N'2S manca ancora qui perché è stato riconosciuto solo nel 2011 e quindi dopo l'ultimo aggiornamento di questa classificazione.
La classificazione dei minerali secondo Dana, che viene utilizzata principalmente nel mondo anglosassone, classifica il "gruppo della taaffeite (T2 = Be + T)", che è diviso in due parti, nella classe degli "ossidi e idrossidi" e da lì nella sottoclasse degli "ossidi multipli". La magnesiotaaffeite-2N'2S è l'unico membro del primo gruppo della taaffeite con il sistema nº 07.02.11, la magnesiotaaffeite-6N'3S e la ferrotaaffeite-6N'3S, invece, nel secondo gruppo della taaffeite con il sistema nº 07.02.12 all'interno della sottosezione "ossidi multipli (A+B2+)2X4, gruppo dello spinello". Anche qui manca ancora la ferrotaaffeite-2N'2S.

## Varietà
Nell'Australia Meridionale, nel 1967 è stato trovato un minerale che inizialmente era considerato una varietà di taaffeite. In seguito fu accettato come minerale separato e chiamato musgravite in onore della prima località, la Musgrave Range. La musgravite è ancora più rara della taaffeite. Una distinzione tra taaffeite e musgravite viene fatta dall'analisi mediante spettroscopia EDX e dalla spettroscopia Raman.